# Peñalén
Peñalén bezeichnet einen Ort und eine Gemeinde (municipio) mit 75 Einwohnern (Stand: 2024) im Nordosten der Provinz Guadalajara in der Autonomen Gemeinschaft Kastilien-La Mancha in Zentralspanien.

## Lage
Peñalén liegt im Iberischen Gebirge im Osten der Provinz Guadalajara in einer Höhe von 1340 m. Die Entfernung zur westlich gelegenen Provinzhauptstadt Guadalajara beträgt ca. 85 Kilometer (Fahrtstrecke).

## Bevölkerungsentwicklung
| Jahr      | 1960 | 1970 | 1981 | 1991 | 2001 | 2011 | 2021 |
| Einwohner | 383  | 319  | 159  | 175  | 126  | 100  | 75   |

## Sehenswürdigkeiten
- Johannes-der-Täufer-Kirche